# Santa Catarina Pinula
Santa Catarina Pinula («Santa Catarina»: en honor a Catalina de Alejandría; «Pinula», del náhuatl, «una bebida a base de maíz tostado») es una ciudad del departamento de Guatemala ubicada a 15 kilómetros de la Ciudad de Guatemala y forma parte de la Mancomunidad Gran Ciudad del Sur, además se ubica dentro de las 20 ciudades más importantes de Guatemala. Colinda al norte con la Ciudad de Guatemala, al este con los municipios de San José Pinula y Fraijanes, al sur con los municipios de Fraijanes y Villa Canales y al oeste con Villa Canales y la Ciudad de Guatemala. 
Durante la época colonial fue una doctrina de los frailes dominicos dependiendo del convento de Amatitlán y luego de la Independencia de Centroamérica en 1821 pasó a formar parte del departamento Guatemala/Escuintla, y en 1839 fue adscrito al departamento de Guatemala.
Con la expansión de la Ciudad de Guatemala a finales del siglo XX el poblado fue absorbido por la zona residencial conocida como «Carretera a El Salvador», la cual se caracteriza por la presencia de varios barrios de familias de alto poder adquisitivo, aunque entremezcladas con los barrios originales del municipio.  El 1 de octubre de 2015 por la noche y luego de intensas lluvias que llevaban varios días, se desplomó un cerro aledaño a la aldea de El Cambray II, provocando más de doscientos cincuenta muertos.
En la aldea Puerta Parada existe el sitio arqueológico del mismo nombre que pertenece al período Preclásico y fue reportado por el arqueólogo Shook el 25 de enero de 1942; Shoock indicó que las ruinas estaban recién seccionadas por la Carretera Panamericana y que aunque muchos se habían perdido por los siglos de cultivos, había alrededor de diez montículos alrededor de dos plazas rectangulares.

## Toponimia

### Nombre en castellano
Muchos de los nombres de los municipios y poblados de Guatemala constan de dos partes: el nombre del santo católico que se venera el día en que fueron fundados y una descripción con raíz náhuatl; esto se debe a que las tropas que invadieron la región en la década de 1520 al mando de Pedro de Alvarado estaban compuestas por soldados españoles y por indígenas tlaxcaltecas y cholultecas.
La etimología del nombre del municipio, según lo expresa Francisco Antonio de Fuentes y Guzmán en su libro Recordación Florida se debe a:
- «Santa Catarina»: en honor a su patrona titular; se cree que fue el padre Juan Godinez, O.P. quién habría influido para ponerle el nombre de Santa Catarina al pueblo de Pankaj o Pinola en honor a Santa Catalina Mártir de Alejandría.
- «Pinula», proviene de la  raíz náhuatl «Pinul» (español: «harina de maíz tostado») y el apócope «atl» (español: «agua»), refiriéndose a «una bebida a base de maíz tostado» o «pinol».[cita requerida]  Esto muy bien podría relacionarse con el pinole, una bebida muy conocida entre los soldados tlaxcaltecas que acompañaban a las fuerzas de Alvarado.[7]

### Nombre en pipil
Pinula en pipil significaría «Harina de Agua» («Pinul»: Harina de Pinole y «Ha»: Agua).

### Nombre en poq'omam
En lengua Poq'omam «Pinol» significa «harina o pinole» y «Ha» o «Ja» significa «agua» o «tierra»; la combinación de estas raíces expresan «agua de pinole» o «tierra de pinole».
Otra versión del origen del nombre indica que éste proviene de la lengua indiana «Pancac», cuyo significado etimológico es: «Pan» que significa «dentro o entre», y «Cac» que tiene 3 significados, el primero, «fuego», el segundo «nigua» y el tercero «guayaba». Se puede suponer que el significado que corresponde es «Entre guayabas».

## División política
El municipio cuenta con una cabecera municipal (Santa Catarina Pinula), quince aldeas y seis caseríos.
| Subdivisión | Nombre |
| ----------- | --- |
| Aldeas      | - Cuchilla del Carmen - El Carmen - Salvadora I - Salvadora II - El Pueblito - Nueva Concepción - Puerta Parada - Piedra Parada Cristo Rey - Piedra Parada El Rosario - San José El Manzano - Laguna Bermeja - El Pajón - Manzano La Libertad - Don Justo - Canchón |
| Caseríos    | - Trapichito - Pepe Nance - Cambray I - Cambray II - El Zarzal - Los Cipreses - Laguneta |

## Lugares Poblados
Santa Catarina Pinula posee una población de 80 582 habitantes según el Censo 2018 . El municipio alberga un total de 237 lugares poblados. Entre los 20 municipios más poblados vive el 68% de la población catarinense.
| #                     | Código                | Lugar                          | Tipo                  | Población | IDH   | Categoría |
| --------------------- | --------------------- | ------------------------------ | --------------------- | --------- | ----- | --------- |
| 1                     | 102001                | Santa Catarina Pinula (Centro) | Pueblo                | 10 689    | 0,779 | Alto      |
| 2                     | 102055                | El Carmen                      | Aldea                 | 8 887     | 0,735 | Alto      |
| 3                     | 102040                | Cristo Rey                     | Aldea                 | 5 522     | 0,742 | Alto      |
| 4                     | 102041                | La Cuchilla del Carmen         | Caserío               | 4 579     | 0,745 | Alto      |
| 5                     | 102070                | El Pueblito                    | Aldea                 | 3 886     | 0,764 | Alto      |
| 6                     | 102077                | El Pajon                       | Caserío               | 2 526     | 0,718 | Alto      |
| 7                     | 102111                | Laguna Bermeja                 | Caserío               | 2 254     | 0,711 | Alto      |
| 8                     | 102024                | Callejon Los Jaliscos          | Aldea                 | 2 196     | 0,715 | Alto      |
| 9                     | 102200                | San Jose El Manzano            | Finca                 | 2 078     | 0,721 | Alto      |
| 10                    | 102067                | El Pajon                       | Aldea                 | 2 028     | 0,724 | Alto      |
| 11                    | 102179                | Piedra Parada el Rosario       | Caserío               | 1 969     | 0,723 | Alto      |
| 12                    | 102066                | El Manzano                     | Caserío               | 1 793     | 0,674 | Medio     |
| 13                    | 102023                | Villas Cala                    | Colonia               | 1 548     | 0,776 | Alto      |
| 14                    | 102108                | La Salvadora                   | Aldea                 | 1 519     | 0,666 | Medio     |
| 15                    | 102052                | El Caminero                    | Colonia               | 1 280     | 0,740 | Alto      |
| 16                    | 102216                | Santa Rosalia de la Laguna     | Colonia               | 1 055     | 0,821 | Muy Alto  |
| 17                    | 102178                | Puerta Parada                  | Aldea                 | 1 048     | 0,801 | Muy Alto  |
| Santa Catarina Pinula | Santa Catarina Pinula | Santa Catarina Pinula          | Santa Catarina Pinula | 80 582    | 0,773 | Alto      |

| Zona | Referencia                                                |
| ---- | --------------------------------------------------------- |
| 1    | Cabecera Municipal                                        |
| 2    | Cabecera Municipal                                        |
| 3    | El Pueblito                                               |
| 4    | Nueva Concepción                                          |
| 5    | Santa Rosalía La Laguna                                   |
| 6    | San José el Manzano, Piedra Parada, El Rosario            |
| 7    | Puerta Parada, Laguna Bermeja, Pajón, Manzano La Libertad |
| 8    | Don Justo, Los Cipreses, El Canchón                       |
| 9    | Salvadora I, Salvadora II                                 |
| 10   | Cuchilla del Carmen, El Carmen                            |

## Geografía física

### Clima
La cabecera municipal de Santa Catarina Pinula tiene clima templado (Clasificación de Köppen: Csb
| Parámetros climáticos promedio de Santa Catarina Pinula | Parámetros climáticos promedio de Santa Catarina Pinula | Parámetros climáticos promedio de Santa Catarina Pinula | Parámetros climáticos promedio de Santa Catarina Pinula | Parámetros climáticos promedio de Santa Catarina Pinula | Parámetros climáticos promedio de Santa Catarina Pinula | Parámetros climáticos promedio de Santa Catarina Pinula | Parámetros climáticos promedio de Santa Catarina Pinula | Parámetros climáticos promedio de Santa Catarina Pinula | Parámetros climáticos promedio de Santa Catarina Pinula | Parámetros climáticos promedio de Santa Catarina Pinula | Parámetros climáticos promedio de Santa Catarina Pinula | Parámetros climáticos promedio de Santa Catarina Pinula | Parámetros climáticos promedio de Santa Catarina Pinula |
| Mes                                                     | Ene.                                                    | Feb.                                                    | Mar.                                                    | Abr.                                                    | May.                                                    | Jun.                                                    | Jul.                                                    | Ago.                                                    | Sep.                                                    | Oct.                                                    | Nov.                                                    | Dic.                                                    | Anual                                                   |
| ------------------------------------------------------- | ------------------------------------------------------- | ------------------------------------------------------- | ------------------------------------------------------- | ------------------------------------------------------- | ------------------------------------------------------- | ------------------------------------------------------- | ------------------------------------------------------- | ------------------------------------------------------- | ------------------------------------------------------- | ------------------------------------------------------- | ------------------------------------------------------- | ------------------------------------------------------- | ------------------------------------------------------- |
| Temp. máx. media (°C)                                   | 23.5                                                    | 24.7                                                    | 26.1                                                    | 26.7                                                    | 26.2                                                    | 24.4                                                    | 24.4                                                    | 24.8                                                    | 24.2                                                    | 23.6                                                    | 23.2                                                    | 23.2                                                    | 24.6                                                    |
| Temp. media (°C)                                        | 17.7                                                    | 18.5                                                    | 19.6                                                    | 20.5                                                    | 20.6                                                    | 19.9                                                    | 19.8                                                    | 19.9                                                    | 19.6                                                    | 19.1                                                    | 18.3                                                    | 17.8                                                    | 19.3                                                    |
| Temp. mín. media (°C)                                   | 12.0                                                    | 12.3                                                    | 13.2                                                    | 14.3                                                    | 15.1                                                    | 15.5                                                    | 15.3                                                    | 15.1                                                    | 15.1                                                    | 14.7                                                    | 13.4                                                    | 12.4                                                    | 14                                                      |
| Precipitación total (mm)                                | 3                                                       | 2                                                       | 6                                                       | 27                                                      | 155                                                     | 270                                                     | 234                                                     | 186                                                     | 249                                                     | 157                                                     | 30                                                      | 7                                                       | 1326                                                    |
| Fuente: Climate-Data.org                                |                                                         |                                                         |                                                         |                                                         |                                                         |                                                         |                                                         |                                                         |                                                         |                                                         |                                                         |                                                         |                                                         |

### Ubicación geográfica
Snta Catarina Pinula está completamente rodeada por municipios del Departamento de Guatemala:
| Noroeste: Ciudad de Guatemala | Norte: Ciudad de Guatemala     |                       |
| Oeste: Villa Canales          |                                | Este: San José Pinula |
| Suroeste: Villa Canales       | Sur: Villa Canales y Fraijanes |                       |

## Gobierno municipal
Los municipios se encuentran regulados en diversas leyes de la República, que establecen su forma de organización, lo relativo a la conformación de sus órganos administrativos y los tributos destinados para los mismos.  Aunque se trata de entidades autónomas, se encuentran sujetos a la legislación nacional y las principales leyes que los rigen desde 1985 son:
| N.º | Ley                                                | Descripción |
| --- | -------------------------------------------------- | --- |
| 1   | Constitución Política de la República de Guatemala | Tiene una regulación legal específica para los municipios en los artículos 253 al 262. |
| 2   | Ley Electoral y de Partidos Políticos              | Ley de carácter constitucional aplicable a los municipios en el tema de la conformación de sus autoridades electas. |
| 3   | Código Municipal                                   | Decreto 12-2002 del Congreso de la República de Guatemala. Tiene la categoría de ley ordinaria y contiene preceptos generales aplicables a todos los municipios, e inclusive contiene legislación referente a la creación de los municipios.             |
| 4   | Ley de Servicio Municipal                          | Decreto 1-87 del Congreso de la República de Guatemala. Regula las relaciones entra la municipalidad y los servidores públicos en materia laboral. Tiene su base constitucional en el artículo 262 de la constitución que ordena la emisión de la misma. |
| 5   | Ley General de Descentralización                   | Decreto 14-2002 del Congreso de la República de Guatemala. Regula el deber constitucional del Estado, y por ende del municipio, de promover y aplicar la descentralización y desconcentración económica y administrativa.                                |

El gobierno de los municipios está a cargo de un Concejo Municipal mientras que el código municipal —ley ordinaria que contiene disposiciones que se aplican a todos los municipios— establece que «el concejo municipal es el órgano colegiado superior de deliberación y de decisión de los asuntos municipales […] y tiene su sede en la circunscripción de la cabecera municipal»; el artículo 33 del mencionado código establece que «[le] corresponde con exclusividad al concejo municipal el ejercicio del gobierno del municipio».
El concejo municipal se integra con el alcalde, los síndicos y concejales, electos directamente por sufragio universal y secreto para un período de cuatro años, pudiendo ser reelectos.
Existen también las Alcaldías Auxiliares, los Comités Comunitarios de Desarrollo (COCODE), el Comité Municipal del Desarrollo (COMUDE), las asociaciones culturales y las comisiones de trabajo. Los alcaldes auxiliares son elegidos por las comunidades de acuerdo a sus principios y tradiciones, y se reúnen con el alcalde municipal el primer domingo de cada mes, mientras que los Comités Comunitarios de Desarrollo y el Comité Municipal de Desarrollo organizan y facilitan la participación de las comunidades priorizando necesidades y problemas.
Los alcaldes que ha habido en el municipio han sido:
| Año       | Nombre       | Obras |
| --------- | ------------ | --- |
| 2012-2016 | Antonio Coro | El 21 de octubre de 2016, el Ministerio Público allanó la municipalidad de Santa Catarina Pinula para determinar si se autorizó la construcción de viviendas en el Cambray II luego de que CONRED había reportado que era una zona de alto riesgo; ya había solicitado información al respecto unas semanas antes, pero las autoridades edilicias la remitieron incompleta. El 17 de enero de 2016 el exalcalde Antonio Coro fue capturado por su posible involucramiento con la adjudicación de terrenos en El Cambray II, a pesar de haber tenido conocimiento de que se trataba de un área en riesgo. El Ministerio Público también solicitó antejuicio en contra el alcalde que temó posesión el 14 de enero de 2016, Víctor Gonzalo Alvarizaes Monterroso. |

## Historia
Su historia se remonta desde la época prehispánica, cuando los indígenas de ese entonces fundaron el pueblo de Pankaq o en náhuatl, Pinola. Unidos a los indígenas de Petapa, Guaymango, Guanagazapa, Guaymoco y Jumay, resistieron a las fuerzas de Pedro de Alvarado hasta el final, refugiándose en la fortificación de Jalpatagua en donde permanecieron hasta finalmente que fueron finalmente derrotados.

### Época colonial
Tras la conquista española fue fundado en ese lugar un poblado situado al pie de la sierra de Canales, y que fue el único en importancia de la región, sirviendo como cabeza de curato; dicho poblado era parte de la doctrina de los dominicos adscrita al convento de Amatitlán.
En la década de 1540, el obispo Francisco Marroquín dividió la administración del valle central de Guatemala entre los frailes de la Orden de Predicadores y los franciscanos, asignándole a los primeros el curato de Jocotenango, entre otros. El prior del convento de la Orden de Predicadores tenía a su cargo otros barrios y pueblos cercanos a la ciudad de Santiago de los Caballeros de Guatemala, para los que nombraba vicarios: la del barrio de la Candelaria, la del barrio de Santa Cruz —que incluía Milpas Altas— y la del barrio de San Pedro de las Huertas. En 1638, los dominicos separaron a sus grandes doctrinas -que les representaban considerables ingresos- en grupos centrados en sus seis conventos:
| Convento     | Doctrinas | Convento  | Doctrinas                                                                                     |
| ------------ | --- | --------- | --------------------------------------------------------------------------------------------- |
| Guatemala    | - Chimaltenango - Jocotenango - Sumpango - San Juan Sacatepéquez - San Pedro Sacatepéquez - Santiago Sacatepéquez - Rabinal - San Martín Jilotepeque - Escuintla - Milpas Altas - Milpas Bajas - San Lucas Sacatepéquez - Barrio de Santo Domingo | Amatitlán | - Amatitlán - Petapa - Mixco - San Cristóbal                                                  |
| Guatemala    | - Chimaltenango - Jocotenango - Sumpango - San Juan Sacatepéquez - San Pedro Sacatepéquez - Santiago Sacatepéquez - Rabinal - San Martín Jilotepeque - Escuintla - Milpas Altas - Milpas Bajas - San Lucas Sacatepéquez - Barrio de Santo Domingo | Verapaz   | - Cahabón - Cobán - Chamelco - San Cristóbal - Tactic                                         |
| Guatemala    | - Chimaltenango - Jocotenango - Sumpango - San Juan Sacatepéquez - San Pedro Sacatepéquez - Santiago Sacatepéquez - Rabinal - San Martín Jilotepeque - Escuintla - Milpas Altas - Milpas Bajas - San Lucas Sacatepéquez - Barrio de Santo Domingo | Sonsonate | - Nahuizalco - Tacuxcalco                                                                     |
| San Salvador | - Apastepeque - Chontales - Cojutepeque - Cuscatlán - Milpas Bajas - Tonacatepeque | Sacapulas | - Sacapulas - Cunén - Nebaj - Santa Cruz - San Andrés Sajcabajá - Zacualpa - Chichicastenango |

En 1690, cuando Fuentes y Guzmán escribió la Recordación Florida el pueblo ya era rico en productos agrícolas, pero no tanto como podría haberlo sido si se hubieran explotado sus minas. Cuando se estaba construyendo la iglesia de Pinula en el valle de Canales, los obreros descubrieron una gruesa veta de mineral de plata que los indígenas ocultaron para que los españoles no la utilizaran; su principal producto en ese tiempo era la Granadilla del Perú, que vendían en el pueblo de Mixco.
En 1754, en virtud de una Real Cédula parte de las Reformas Borbónicas, todos los curatos de las órdenes regulares fueron traspasados al clero secular.

### Tras la independencia de Centroamérica
Luego de la Independencia de Centroamérica en 1821, la constitución del Estado de Guatemala promulgada el 11 de octubre de 1825 estableció los circuitos para la administración de justicia en el territorio del Estado; allí se menciona que Pinula pertenía al circuito Sur-Guatemala junto con los barrio de las parroquias de Santo Domingo y de Los Remedios, y los poblados de San Pedro Las Huertas, Ciudad Vieja, Guadalupe, los Petapas, Arrazola, Mixco, Villa Nueva y Amatitlán.
Posteriormente, el municipio de San José Pinula fue creado por acuerdo gubernativo del presidente Manuel Lisandro Barillas el 1 de octubre de 1886, separándose de Santa Catarina Pinula.[cita requerida]

### Tragedia de El Cambray II: 2015

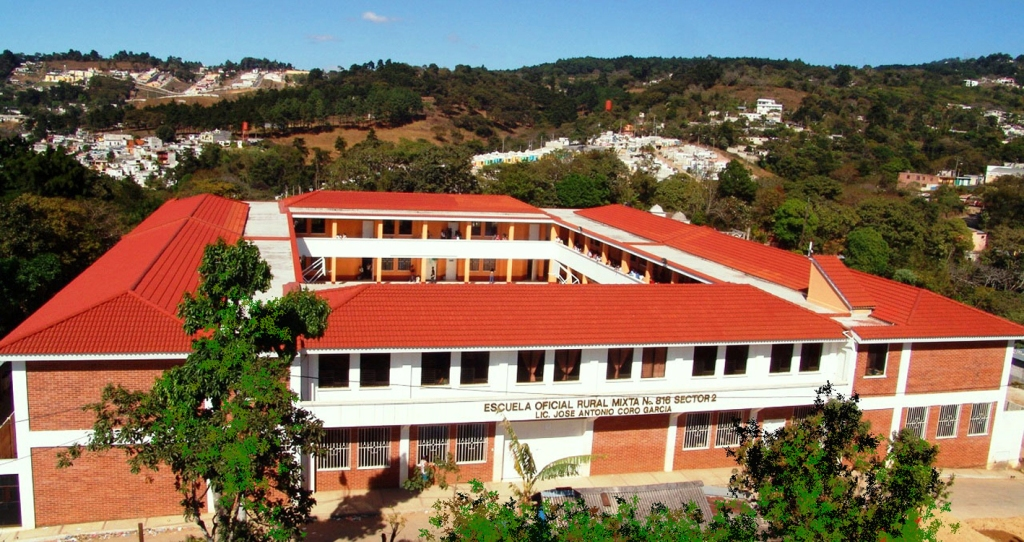
Escuela modelo

El 1 de octubre de 2015 por la noche y luego de intensas lluvias que llevaban varios días, se desplomó un cerro aledaño a la aldea de El Cambray II, provocando muchas personas desaparecidas, que según los reportes iniciales aparecidos el 2 de octubre por la mañana, ascendían a seiscientas. Inicialmente se reportaron nueve muertos, treinta y cuatro heridos y sesenta y cinco refugiados, y más de un centenar de casas soterradas, pero las labores de rescate terminaron arrojando un saldo de más de doscientos cincuenta muertos. Luego del derrumbe, la aldea fue declarada en Alerta Roja.
Conforme avanzó la jornada del 2 de octubre, se fue conociendo la magnitud del desastre; las brigadas de búsqueda humanitaria hacían agujeros en la tierra y preguntaban: «Esta es la brigada de ayuda humanitaria, si alguien escucha responda». Mientras tanto, al pie del deslave una persona monta guardia con un silbato, para alertar a los rescatistas en caso de un nuevo deslizamiento de tierra. Cuatro retroexcavadoras hicieron una vía para circular mientras trabajadores de la municipalidad de Santa Catarina Pinula y personas desplazadas recibían mensajes de texto de personas que estaban soterradas y pedían ayuda.
La ayuda para los damnificados se estuvo recolectando en la municipalidad de Santa Catarina Pinula, en la estación de bomberos de la localidad y en las oficinas de Radio Sonora en la zona 15 de la Ciudad de Guatemala.
La Coordinadora Nacional para la Reducción de Desastres -CONRED- informó que había presentando informes de la condición del lugar desde 2008; por su parte, el alcalde Víctor Alvarizaes, dijo que desconocía si la CONRED entregó a la comuna algún informe acerca de la situación de la colonia afectada específicamente, aunque reconoció que años atrás ocurrió un deslave similar. Por su parte, el director del Instituto Nacional de Sismología, Vulcanología, Meteorología e Hidrología -INSIVUMEH-, Edy Sánchez, atribuyó el derrumbe a la humedad del suelo y a la inclinación del terreno pues por las constantes lluvias los suelos registraban humedad de hasta un 90% al momento del alud. La CONRED reportó que en el área metropolitana de la Ciudad de Guatemala hay unos 300 puntos de riesgo, en similares condiciones a las de El Cambray II.

## Fiestas
En el Municipio de Santa Catarina Pinula, la fiesta de la patrona inicia ocho días antes de que se inicie la feria, se celebran trece albas, las cuales simbolizan los trece días de martirio que sufrió Santa Catalina de Alejandría culminado estas el 25 de noviembre. Este día se realizan los actos litúrgicos en la iglesia de la localidad, durante todo el día. Por la noche se lleva a cabo un baile llamado «noche de recuerdo» en la cual participan marimbas de renombre, dichas fiestas hacen honor a la reina de la comunidad, también se realizan jaripeos, carreras de cintas de caballos, juegos mecánicos, entre otras cosas.[cita requerida]

## Sitio arqueológico «Puerta Parada»

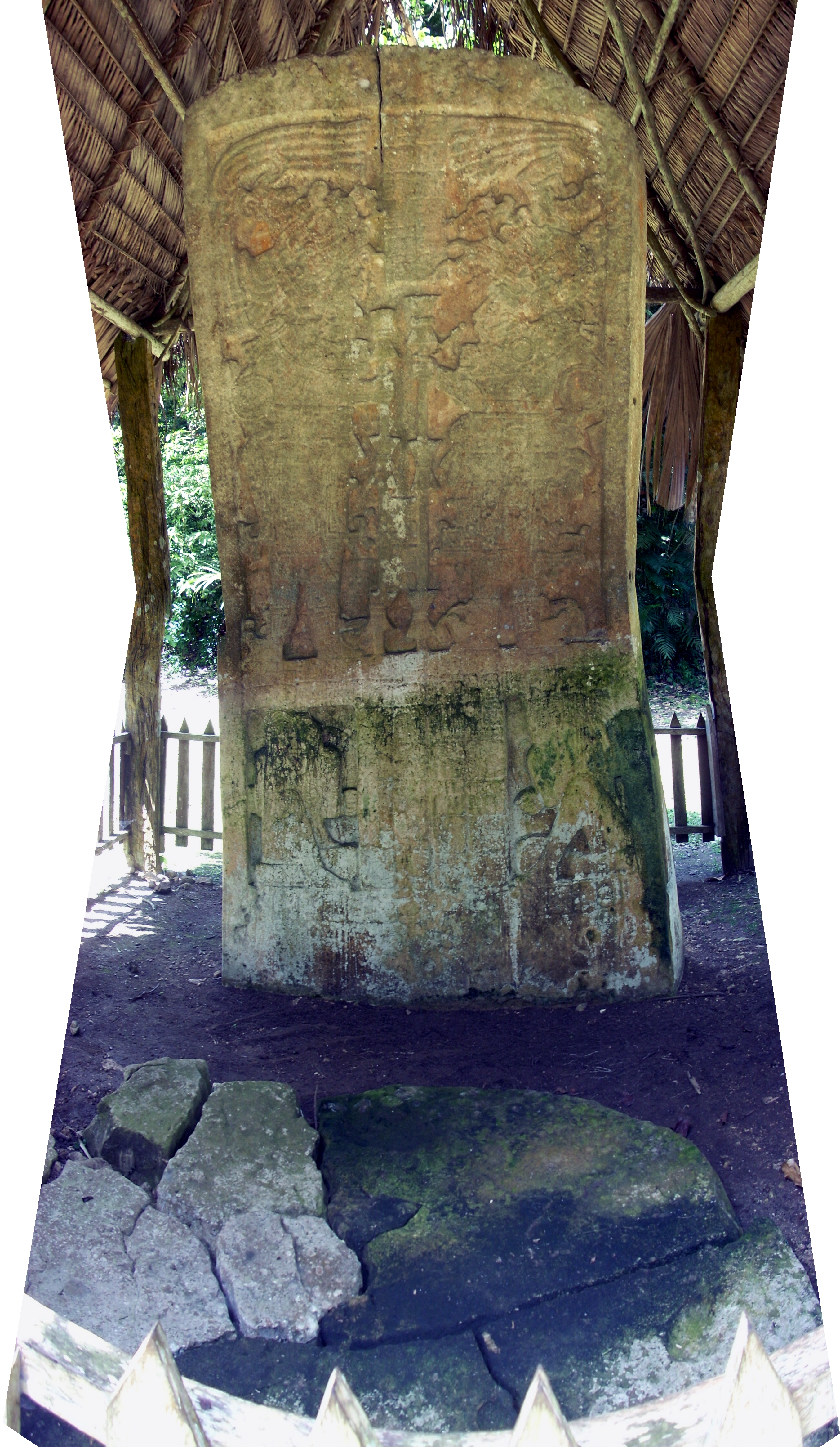
Estela 1 de Ixkún en Petén. Es similar a la estela esculpida con una altura mayor a los 4 metros que existía en el sitio de Puerta Parada.

Este sitio arqueológico estaba ubicado en la aldea del mismo nombre y era una pieza muy importante para establecer las conexiones que existían entre los sitios arqueológicos de la región, incluyendo Kaminaljuyú y Santa Isabel.  El sitio fue reportado por el arqueólogo Shook el 25 de enero de 1942, y pertenece al período Preclásico.
El arqueólogo Shook escribió en 1942: «Las ruinas quedan a lo largo de la orilla occidental del antiguo camino…que se conoce como Aldea Puerta Parada, en época reciente, el sitio arqueológico fue seccionado por la Carretera Panamericana…varios de los montículos fueron cortados por el camino nuevo[…] Además estas estructuras han sufrido serios daños a través de los siglos y siglos de cultivos, que han reducido a muchas de ellas a pequeñas reminiscencias casi desprovistas de forma. A pesar de estas perturbaciones los diez o más montículos parece que estuvieron dispuestos formalmente alrededor de dos plazas rectangulares y alargadas, por lo menos, las plazas son paralelas […]».
Y con respecto a los montículos y otros hallazgos importantes, el arqueólogo indicó: «Todos los montículos están construidos del material que se encuentra en la superficie de la localidad, que es una arcilla de color castaño rojizo u obscuro…esporádicamente aparecen en este relleno de tierra unos cuantos materiales que son vestigios de cultura, tales como carbón, astillas de obsidiana, nódulos y lascas. Fragmentos de mano o metate sin pies, adobe cocido y alfarería. No se encuentran en la superficie ninguna clase de piedras de construcción, ni tampoco en el relleno, las plataformas superiores eran planas y la presencia de agujeros indica que estas subestructuras sirvieron de base a edificios construidos de materiales no duraderos [...].» 
Puerta Parada, como centro ceremonial, habría sido abandonada mucho antes del final de la etapa preclásica.  Desafortunadamente, en el siglo xxi la zona está urbanizada y posee una gran actividad comercial, resultando en la destrucción total de los montículos.